# Cvetomir Radovanović
Cvetomir Cvele Radovanović je srpski pevač narodne muzike. Rođen je 1951. godine u selu Dragolj, opština Gornji Milanovac, FNRJ. Diskografsku karijeru je započeo 1976. godine sa čuvenim spskim kompozitorom narodne muzike Budimirom Jovanovićem.
Do sada je snimio 5 albuma: Zazvoni zvono (1976), Zašto pružaš ruku pomirenja (1978), Zelena polja (1981), Sestro moja (1986), Ne može se bez ljubavi (1988). Sa Velikim narodnim orkestrom RTS-a pod upravom Ljubiše Pavkovića snimio je album sa trajnim snimcima za fonoteku Radio Beograda.
Najveći hitovi: Vrati se ljubavi moja, Pruži ruku na rastanku, Zelena polja, Kakva mala, Sestro moja, Lako sam te prepoznao...
Sa porodicom živi i radi u Aranđelovcu.

## Festivali
- 1993. Šumadijski sabor - Lako sam te prepoznao, druga nagrada stručnog žirija i druga nagrada publike